# Eino Tamberg
Eino Tamberg (* 27. Mai 1930 in Tallinn; † 24. Dezember 2010 ebenda) war ein estnischer Komponist.

## Leben
Tamberg studierte am Konservatorium von Tallinn bei Eugen Kapp. Von 1953 bis 1959 war er Toningenieur beim Estnischen Radio, danach künstlerischer Berater des estnischen Komponistenverbandes. Seit 1968 wirkte er als Dozent und seit 1978 als Professor für Komposition an der Estnischen Musikakademie. 1974 wurde er Sekretär des estnischen Komponistenverbandes. Er gründete eine eigene Kompositionsschule, aus der Musiker wie Raimo Kangro, Peeter Vähi, Margo Kõlar, Toivo Tulev, Mari Vihmand und Mart Siimer hervorgingen. 1999 wurde er mit dem Staatlichen Estnischen Kulturpreis ausgezeichnet.

## Werke (Auswahl)
- 1955: Vürst Gabriel, Orchestersuite
- 1955: Fünf Romanzen nach Gedichten vom Sándor Petőfi
- 1956: Concerto Grosso
- 1957: Sinfonische Tänze für Orchester
- 1958: Streichquartett
- 1959: Ballett-Sinfonie
- 1959: Suite für gemischten Chor und Orchester
- 1960: Chöre zu Sophokles' Oedipus Rex
- 1961: Laul Aafrikale für Männerchor und Schlagzeug
- 1962: Kuupaisteoratoorium (Mondscheinoratorium) für Sopran, Bariton, zwei Sprecher und Orchester
- 1963: Poiss ja liblikas (Der Junge und der Schmetterling), Ballett
- 1965: Raudne kodu (Das eiserne Haus), Oper
- 1967: Toccata für Orchester
- 1970: Musik für Oboe 3
- 1970: Joanna tentata, Ballett
- 1970: Prelude und Metamorphose für Violine, Horn und Klavier
- 1971: Partita für Klavier
- 1972: Konzert für Trompete und Orchester
- 1972: Klavier-Album für die Jugend
- 1974: Cyrano de Bergerac, Oper
- 1975: Bläserquintett
- 1975: Siegesfanfaren, Kantate für gemischten Chor und Orchester
- 1978: 1. Sinfonie
- 1981: Konzert für Violine und Orchester
- 1981: Amores, Oratorium
- 1982: 2. Sinfonie
- 1983: Lend (Der Flug), Oper, 1983, nach einem Libretto von Arvo Valton
- 1986: Konzert für Klarinette und Orchester
- 1987: 3. Sinfonie
- 1987: Konzert für Saxophon und Orchester
- 1991: Musica triste für Flöte, Vibraphon und Streicher
- 1996: Tundeline teekond klarnetiga (Empfindsame Reise für Klarinette und Kammerorchester)
- 1998: 4. Sinfonie
- Musik für fünf für zwei Flöten, Englischhorn, Posaune und Tuba